# Оленівка (Алчевський район)
Оле́нівка (в минулому — Раївка) — село в Україні, у  Кадіївській міській громаді Алчевського району Луганської області. Населення становить 264 особи. Орган місцевого самоврядування — Червонопрапорська сільська рада.
Знаходиться на тимчасово окупованій території України.
Відповідно до Розпорядження Кабінету Міністрів України від 12 червня 2020 року № 717-р «Про визначення адміністративних центрів та затвердження територій територіальних громад Луганської області» увійшло до складу Кадіївської міської громади.

## Історія
За даними на 1859 рік у власницькому селі Оленівка (Раївка) Слов'яносербського повіту Катеринославської губернії мешкало 510 осіб (257 чоловіків та 253 жінки), налічувалось 53 дворових господарства, існувала православна церква, відбувалось 2 щорічних ярмарки.
Станом на 1886 рік у колишньому власницькому селі, центрі Оленівської волості, мешкало 417 осіб, налічувалось 63 двори, існували православна церква, поштове відділення, лавка, відбувалось 2 щорічних ярмарки.
На початок 1908 року населення зросло до 725 осіб (392 чоловічої статі та 333 — жіночої), 124 дворових господарства.
В часі російсько-української війни 1 липня 2014-го снайпер терористів під Оленівкою застрелив солдата 51-ї бригади Володимира Гринюка.

## Населення
За даними перепису 2001 року населення села становило 264 особи, з них 93,18% зазначили рідною українську мову, 5,3% — російську, а 1,52% — білоруську.